# Закари Леви
Закари Леви Пю (на английски: Zachary Levi Pugh; роден на 29 септември 1980 г.) е американски актьор. Най-известен е с ролята си на Чък Бартовски в сериала „Чък“. Той е и гласът на Флин Райдър във филма „Рапунцел и разбойникът“.

## Личен живот
Леви е християнин.
На 16 юни 2014 г. Миси Перегрим обявява чрез Twitter, че тя и Леви са се оженили в Мауи. Бракът е краткотраен и Перегрим иска разрешение за развод през април 2015 г., а датата на раздялата в документите е записана като 3 декември 2014 г.

## Частична филмография
- „Агент XXL 2“ (2006)
- „Алвин и чипоносковците 2“ (2009)
- „Рапунцел и разбойникът“ (2010)
- „Тор: Светът на мрака“ (2013)
- „Тор: Рагнарок“ (2017)
- „Звездата“ (2017)
- „Шазам!“ (2019)
- „Шазам: Яростта на боговете“ (2023)
- „Harold and the Purple Crayon“ (2024)